# Persone di cognome Adams
| Questa pagina contiene informazioni ricavate automaticamente dalle voci biografiche con l'ausilio del template Bio e di un bot. L'aggiornamento è periodico e automatico e ricostruisce completamente la pagina. Se manca una persona in questa lista, sei pregato di non aggiungerla, ma accertati piuttosto che la sua voce biografica contenga il template Bio e che i dati anagrafici siano correttamente compilati. Se il template Bio manca, inseriscilo tu stesso o, in alternativa, metti l'avviso {{tmp\|Bio}} che ne segnala la mancanza. Se i dati riportati sono sbagliati, correggi direttamente la voce biografica; le modifiche saranno visibili in questa lista entro pochi giorni. Per chiarimenti vedi il progetto antroponimi. La lista contiene solo le 231 persone che sono citate nell'enciclopedia e per le quali è stato implementato correttamente il template Bio. Pagina aggiornata al 23 lug 2025. |

Questa è una lista di persone presenti nell'enciclopedia che hanno il cognome Adams, suddivise per attività principale.

## Allenatori di calcio(3)
- Derek Adams, allenatore di calcio e ex calciatore scozzese (Aberdeen, n. 1975)
- Graham Adams, allenatore di calcio e calciatore inglese (Great Torrington, n. 1933 - 100 Mile House, † 2020)
- Mike Adams, allenatore di calcio e ex calciatore inglese (n. 1965)

## Allenatori di pallacanestro(1)
- Ron Adams, allenatore di pallacanestro statunitense (Laton, n. 1947)

## Allenatrici di pallacanestro(1)
- Linda Hargrove, allenatrice di pallacanestro e dirigente sportiva statunitense (Great Bend, n. 1950)

## Altisti(2)
- Ben Adams, altista e lunghista statunitense (Newark, n. 1880 - Neptune City, † 1961)
- Platt Adams, altista, lunghista e triplista statunitense (Belleville, n. 1885 - Normandy Beach, † 1961)

## Architetti(1)
- Robert Adams, architetto e incisore inglese (n. 1540 - † 1595)

## Artiste(1)
- Joan Mondale, artista e politica statunitense (Eugene, n. 1930 - Minneapolis, † 2014)

## Astronomi(2)
- Charles Hitchcock Adams, astronomo statunitense (Belmont, n. 1868 - † 1951)
- Walter Sydney Adams, astronomo statunitense (Antiochia di Siria, n. 1876 - Pasadena, † 1956)

## Atlete paralimpiche(1)
- Lisa Adams, atleta paralimpica neozelandese (n. 1999)

## Atleti paralimpici(1)
- Jeff Adams, ex atleta paralimpico canadese (Mississauga, n. 1970)

## Attori(18)
- Brandon Adams, attore statunitense (Topeka, n. 1979)
- CJ Adams, attore statunitense (Elmhurst, n. 2000)
- Dominic Adams, attore e modello inglese (Bristol, n. 1985)
- Don Adams, attore statunitense (New York, n. 1923 - Los Angeles, † 2005)
- Ernie Adams, attore statunitense (San Francisco, n. 1885 - Hollywood, † 1947)
- Jason Leland Adams, attore e produttore cinematografico statunitense (Washington, n. 1963)
- Jimmie Adams, attore statunitense (Paterson, n. 1888 - Glendale, † 1933)
- Jonathan Adams, attore statunitense (Pittsburgh, n. 1967)
- Jonathan Adams, attore britannico (Northampton, n. 1931 - Londra, † 2005)
- Lucas Adams, attore statunitense (Sherman, n. 1993)
- Marty Adams, attore, comico e scrittore canadese (Parry Sound, n. 1981)
- Mason Adams, attore statunitense (Brooklyn, n. 1919 - Manhattan, † 2005)
- Nick Adams, attore, cantante e ballerino statunitense (Erie, n. 1983)
- Patrick J. Adams, attore canadese (Toronto, n. 1981)
- Robert Adams, attore britannico (Georgetown, n. 1906 - Georgetown, † 1965)
- Stanley Adams, attore statunitense (New York, n. 1915 - Santa Monica, † 1977)
- Ted Adams, attore statunitense (New York, n. 1890 - Los Angeles, † 1973)
- Timothy Adams, attore statunitense (Belleville, n. 1967)

## Attori pornografici(1)
- Buck Adams, attore pornografico statunitense (n. 1955 - Los Angeles, † 2008)

## Attrici(20)
- Julie Adams, attrice statunitense (Waterloo, n. 1926 - Los Angeles, † 2019)
- Amy Adams, attrice statunitense (Vicenza, n. 1974)
- Beverly Adams, attrice canadese (Edmonton, n. 1945)
- Brooke Adams, attrice statunitense (New York City, n. 1949)
- Catlin Adams, attrice e regista statunitense (Los Angeles, n. 1950)
- Cecily Adams, attrice televisiva statunitense (New York, n. 1958 - Los Angeles, † 2004)
- Chanté Adams, attrice statunitense (Detroit, n. 1994)
- Christine Adams, attrice britannica (Brentwood, n. 1974)
- Dorothy Adams, attrice statunitense (Hannah, n. 1900 - Woodland Hills, † 1988)
- Frankie Adams, attrice neozelandese (Savai'i, n. 1994)
- Jane Adams, attrice statunitense (Washington, n. 1965)
- Jane Adams, attrice statunitense (San Antonio, n. 1921 - Palm Desert, † 2014)
- Joey Lauren Adams, attrice statunitense (Little Rock, n. 1968)
- Kathryn Adams, attrice statunitense (St. Louis, n. 1893 - Hollywood, † 1959)
- Lillian Adams, attrice statunitense (Chicago, n. 1922 - Los Angeles, † 2011)
- Marla Adams, attrice statunitense (Ocean City, n. 1938 - Los Angeles, † 2024)
- Mary Kay Adams, attrice statunitense (Middletown, n. 1962)
- Maud Adams, attrice e ex modella svedese (Luleå, n. 1945)
- Neile Adams, attrice e ballerina filippina (Manila, n. 1932)
- Stella Adams, attrice statunitense (Sherman, n. 1883 - Woodland Hills, † 1962)

## Attrici pornografiche(2)
- Sunrise Adams, ex attrice pornografica statunitense (Saint Louis, n. 1982)
- Tracey Adams, ex attrice pornografica statunitense (Severna Park, n. 1958)

## Attrici teatrali(1)
- Maude Adams, attrice teatrale statunitense (Salt Lake City, n. 1872 - Tannersville, † 1953)

## Aviatori(1)
- Michael Adams, aviatore e astronauta statunitense (Sacramento, n. 1930 - † 1967)

## Botanici(1)
- Johannes Michael Friedrich Adams, botanico russo (Mosca, n. 1780 - Vereja, † 1838)

## Calciatori(18)
- Bill Adams, calciatore inglese (Tynemouth, n. 1902 - Southampton, † 1963)
- Akeem Adams, calciatore trinidadiano (Point Fortin, n. 1991 - Budapest, † 2013)
- Akor Adams, calciatore nigeriano (Benue, n. 2000)
- Chris Adams, calciatore inglese (Hornchurch, n. 1927 - Brentwood, † 2012)
- Ché Adams, calciatore inglese (Leicester, n. 1996)
- Clifford Adams, calciatore americo-verginiano (n. 1993)
- Ebou Adams, calciatore inglese (Greenwich, n. 1996)
- Ferdinand Adams, calciatore belga (Berchem, n. 1903 - Anderlecht, † 1985)
- Jayden Adams, calciatore sudafricano (Città del Capo, n. 2001)
- Jean-Pierre Adams, calciatore francese (Dakar, n. 1948 - Nîmes, † 2021)
- Luke Adams, calciatore australiano (Melbourne, n. 1994)
- Micky Adams, ex calciatore e allenatore di calcio inglese (Sheffield, n. 1961)
- Mo Adams, calciatore inglese (Nottingham, n. 1996)
- Mozes Adams, ex calciatore nigeriano (Saminaka, n. 1988)
- Neil Adams, ex calciatore e allenatore di calcio inglese (Stoke-on-Trent, n. 1965)
- Steven Adams, calciatore ghanese (Kumasi, n. 1989)
- Tony Adams, ex calciatore, allenatore di calcio e dirigente sportivo inglese (Romford, n. 1966)
- Tyler Adams, calciatore statunitense (Wappingers Falls, n. 1999)

## Cantanti(5)
- Chloe Adams, cantante inglese (Lichfield, n. 1998)
- Johnny Adams, cantante statunitense (New Orleans, n. 1932 - Baton Rouge, † 1998)
- Oleta Adams, cantante e pianista statunitense (Seattle, n. 1953)
- Suzanne Adams, cantante statunitense (Cambridge, n. 1872 - Londra, † 1953)
- Yolanda Adams, cantante statunitense (Houston, n. 1961)

## Cantautori(5)
- Ben Adams, cantautore britannico (Ascot, n. 1981)
- Bryan Adams, cantautore, musicista e fotografo canadese (Kingston, n. 1959)
- Joel Adams, cantautore e produttore discografico australiano (Brisbane, n. 1996)
- Duke, cantautore, compositore e produttore discografico britannico (Newcastle upon Tyne)
- Ryan Adams, cantautore e chitarrista statunitense (Jacksonville, n. 1974)

## Cantautrici(1)
- Alberta Adams, cantautrice statunitense (Indianapolis, n. 1917 - Dearborn, † 2014)

## Cardiochirurghi(1)
- David H. Adams, cardiochirurgo statunitense (n. 1957)

## Cestiste(2)
- Danielle Adams, cestista statunitense (Kansas City, n. 1989)
- Jordan Adams, ex cestista e allenatrice di pallacanestro statunitense (Langley, n. 1981)

## Cestisti(23)
- Don Adams, cestista statunitense (Atlanta, n. 1947 - Detroit, † 2013)
- Neal Adams, cestista statunitense (El Paso, n. 1919 - Sand Springs, † 1998)
- Ray Adams, cestista statunitense (Chicago, n. 1912 - Des Plaines, † 1992)
- Tommy Adams, ex cestista statunitense (Woodbridge, n. 1980)
- Willie Adams, cestista statunitense (Fort Wayne, n. 1911 - Fort Wayne, † 1992)
- Wink Adams, ex cestista statunitense (Houston, n. 1985)
- Alvan Adams, ex cestista statunitense (Lawrence, n. 1954)
- Brendan Adams, cestista statunitense (Baltimora, n. 2000)
- Bunk Adams, ex cestista e allenatore di pallacanestro statunitense (Vildo, n. 1939)
- Darius Adams, cestista statunitense (Decatur, n. 1989)
- George Adams, ex cestista statunitense (Kings Mountain, n. 1949)
- Georges Adams, ex cestista e allenatore di pallacanestro francese (Papeete, n. 1967)
- Glenn Adams, cestista statunitense (Carpentersville, n. 1917 - Newberry, † 2011)
- Hassan Adams, ex cestista statunitense (Inglewood, n. 1984)
- Jack Adams, cestista e allenatore di pallacanestro statunitense (Pittsburg, n. 1934 - Richmond, † 2015)
- Jalen Adams, cestista statunitense (Roxbury, n. 1995)
- Jaylen Adams, cestista statunitense (Elkridge, n. 1996)
- Jordan Adams, cestista statunitense (Atlanta, n. 1994)
- Josh Adams, cestista statunitense (Phoenix, n. 1993)
- Louis Adams, ex cestista statunitense (Chicago, n. 1996)
- Michael Adams, ex cestista e allenatore di pallacanestro statunitense (Hartford, n. 1963)
- Stephaun Adams, cestista americo-verginiano (Saint Croix, n. 1996 - St. Cloud, † 2020)
- Steven Adams, cestista neozelandese (Rotorua, n. 1993)

## Chimici(1)
- Roger Adams, chimico statunitense (Boston, n. 1889 - Urbana, † 1971)

## Chirurghi(1)
- Robert Adams, chirurgo irlandese (Dublino, n. 1791 - Dublino, † 1875)

## Compositori(3)
- John Adams, compositore statunitense (Worcester, n. 1947)
- John Luther Adams, compositore statunitense (Meridian, n. 1953)
- Tree Adams, compositore statunitense

## Criminali(1)
- John Bodkin Adams, criminale e serial killer britannico (Randalstown, n. 1899 - Eastbourne, † 1983)

## Danzatori(1)
- David Adams, ballerino canadese (Winnipeg, n. 1928 - Stony Plain, Alberta, † 2007)

## Danzatrici(1)
- Diana Adams, ballerina statunitense (Staunton, n. 1926 - San Andreas, † 1993)

## Designer(1)
- Mark Adams, designer britannico (Londra, n. 1961)

## Egittologhe(1)
- Barbara Adams, egittologa britannica (Londra, n. 1945 - † 2002)

## Esploratori(1)
- Jameson Adams, esploratore, meteorologo e militare britannico (Rippingale, n. 1880 - † 1962)

## Filosofe(1)
- Marilyn McCord Adams, filosofa e religiosa statunitense (n. 1943 - Princeton, † 2017)

## First lady(1)
- Abigail Adams, first lady statunitense (Weymouth, n. 1744 - Quincy, † 1818)

## Fotografi(2)
- Ansel Adams, fotografo statunitense (San Francisco, n. 1902 - Carmel-by-the-Sea, † 1984)
- Robert Adams, fotografo statunitense (Orange, n. 1937)

## Fotoreporter(1)
- Eddie Adams, fotoreporter statunitense (New Kensington, n. 1933 - New York, † 2004)

## Fumettisti(3)
- Arthur Adams, fumettista statunitense (Holyoke, n. 1963)
- Neal Adams, fumettista statunitense (New York, n. 1941 - New York, † 2022)
- Scott Adams, fumettista statunitense (New York, n. 1957)

## Geologi(1)
- Charles Baker Adams, geologo, naturalista e educatore statunitense (Dorchester, n. 1814 - † 1853)

## Giocatori di baseball(1)
- Matt Adams, ex giocatore di baseball statunitense (Philipsburg, n. 1988)

## Giocatori di football americano(20)
- Andrew Adams, giocatore di football americano statunitense (Fayetteville, n. 1992)
- Tony Adams, ex giocatore di football americano statunitense (San Antonio, n. 1950)
- Dan Adams, ex giocatore di football americano e personaggio televisivo statunitense (Fairfax, n. 1984)
- Davante Adams, giocatore di football americano statunitense (Palo Alto, n. 1992)
- Gaines Adams, giocatore di football americano statunitense (Greenwood, n. 1983 - Greenwood, † 2010)
- Gennadiy Adams, giocatore di football americano statunitense (Phoenix, n. 1994)
- George Adams, ex giocatore di football americano statunitense (Lexington, n. 1962)
- Isaiah Adams, giocatore di football americano canadese (Ajax, n. 2000)
- Jamal Adams, giocatore di football americano statunitense (Lewisville, n. 1995)
- Jerell Adams, giocatore di football americano statunitense (Pinewood, n. 1992)
- Joe Adams, giocatore di football americano statunitense (Little Rock, n. 1989)
- Johnny Adams, giocatore di football americano statunitense (Akron, n. 1989)
- Matthew Adams, giocatore di football americano statunitense (Missouri City, n. 1995)
- Mike Adams, ex giocatore di football americano statunitense (Paterson, n. 1981)
- Mike Adams, giocatore di football americano statunitense (Farrell, n. 1990)
- Montravius Adams, giocatore di football americano statunitense (Vienna, n. 1995)
- Myles Adams, giocatore di football americano statunitense (Arlington, n. 1998)
- Phillip Adams, giocatore di football americano statunitense (Rock Hill, n. 1988 - Rock Hill, † 2021)
- Bill Adams, giocatore di football americano statunitense (Lynn, n. 1950)
- Willis Adams, ex giocatore di football americano statunitense (Weimar, n. 1956)

## Giornalisti(2)
- Franklin P. Adams, giornalista e scrittore statunitense (Chicago, n. 1881 - New York, † 1960)
- Phillip Adams, giornalista, produttore cinematografico e attivista australiano (Maryborough, n. 1939)

## Golfisti(1)
- Bart Adams, golfista statunitense (St. Louis, n. 1866 - Fulton, † 1944)

## Hockeisti su ghiaccio(2)
- Craig Adams, ex hockeista su ghiaccio canadese (Seria, n. 1977)
- Jack Adams, hockeista su ghiaccio e allenatore di hockey su ghiaccio canadese (n. 1894 - Detroit, † 1968)

## Imprenditrici(1)
- Victoria Beckham, imprenditrice e stilista britannica (Harlow, n. 1974)

## Informatici(1)
- Nathan Adams, programmatore inglese (n. 1991)

## Inventori(1)
- George Adams junior, inventore britannico (n. 1750 - † 1795)

## Linguisti(1)
- Douglas Q. Adams, linguista statunitense

## Marciatori(1)
- Luke Adams, marciatore australiano (Mvumi, n. 1976)

## Matematici(2)
- John Couch Adams, matematico britannico (Lidcot, n. 1819 - Cambridge, † 1892)
- John Frank Adams, matematico inglese (Woolwich, n. 1930 - Brampton, † 1989)

## Medici(4)
- Arthur Adams, medico, naturalista e zoologo inglese (Gosport, n. 1820 - Gosport, † 1878)
- Francis Adams, medico e traduttore scozzese (n. 1796 - † 1861)
- Patch Adams, medico, attivista e scrittore statunitense (Washington, n. 1945)
- Joseph Adams, medico inglese (n. 1756 - † 1818)

## Mezzofondisti(1)
- Walter Adams, mezzofondista tedesco (Wasseralfingen, n. 1945 - Aalen, † 2023)

## Musicisti(1)
- Craig Adams, musicista britannico (Otley, n. 1962)

## Naturalisti(1)
- Edward Adams, naturalista e chirurgo inglese (Great Barton, n. 1824 - Sierra Leone, † 1856)

## Navigatori(2)
- John Adams, marinaio britannico (Hackney, n. 1767 - Isole Pitcairn, † 1829)
- William Adams, navigatore inglese (Gillingham, n. 1564 - Hirado, † 1620)

## Nuotatori(1)
- Edgar Adams, nuotatore, tuffatore e numismatico statunitense (Grafton, n. 1868 - Bayville, † 1940)

## Nuotatrici(1)
- Cammille Adams, ex nuotatrice statunitense (Houston, n. 1991)

## Orafi(1)
- Pygan Adams, orafo statunitense (New London, n. 1712 - New London, † 1776)

## Pallavoliste(2)
- McKenzie Adams, pallavolista statunitense (Schertz, n. 1992)
- Rachael Adams, pallavolista statunitense (Cincinnati, n. 1990)

## Parolieri(1)
- Lee Adams, paroliere statunitense (Mansfield, n. 1924)

## Pesiste(1)
- Valerie Adams, ex pesista neozelandese (Rotorua, n. 1984)

## Piloti automobilistici(1)
- Philippe Adams, ex pilota automobilistico belga (Mouscron, n. 1969)

## Piloti motociclistici(1)
- Nate Adams, pilota motociclistico statunitense (Phoenix, n. 1984)

## Poetesse(2)
- Léonie Adams, poetessa statunitense (New York, n. 1899 - † 1988)
- Sarah Flower Adams, poetessa britannica (Harlow, n. 1805 - Londra, † 1848)

## Politiche(1)
- Sandy Adams, politica statunitense (Wyandotte, n. 1956)

## Politici(10)
- Alva Blanchard Adams, politico statunitense (Del Norte, n. 1875 - Washington, † 1941)
- Alva Adams, politico statunitense (Adamsville, n. 1850 - Battle Creek, † 1922)
- Andrew Adams, politico e avvocato statunitense (Stratford, n. 1736 - Litchfield, † 1797)
- Brock Adams, politico statunitense (Atlanta, n. 1927 - Stevensville, † 2004)
- Charles Francis Adams, Sr., politico statunitense (Boston, n. 1807 - Boston, † 1886)
- Gerry Adams, politico irlandese (Belfast, n. 1948)
- John Adams, politico statunitense (Braintree, n. 1735 - Quincy, † 1826)
- John Quincy Adams, politico statunitense (Braintree, n. 1767 - Washington, † 1848)
- Nigel Adams, politico britannico (Goole, n. 1966)
- Samuel Adams, politico e filosofo statunitense (Boston, n. 1722 - Boston, † 1803)

## Poliziotti(1)
- Eric Leroy Adams, poliziotto e politico statunitense (New York, n. 1960)

## Predicatori(1)
- Don Alden Adams, predicatore statunitense (Oak Park, n. 1925 - † 2019)

## Produttori discografici(1)
- Patrick Adams, produttore discografico, compositore e musicista statunitense (New York, n. 1950 - New York, † 2022)

## Pugili(1)
- Nicola Adams, ex pugile britannica (Leeds, n. 1982)

## Rapper(3)
- Rylo Rodriguez, rapper statunitense (Mobile, n. 1993)
- Will.i.am, rapper, produttore discografico e personaggio televisivo statunitense (Los Angeles, n. 1975)
- Jazz Cartier, rapper canadese (Toronto, n. 1993)

## Registi(1)
- Daniel Adams, regista, sceneggiatore e produttore cinematografico statunitense (Boston, n. 1961)

## Rugbisti a 15(1)
- Josh Adams, rugbista a 15 britannico (Swansea, n. 1995)

## Saggiste(1)
- Carol J. Adams, saggista e attivista statunitense (n. 1951)

## Sassofonisti(1)
- George Adams, sassofonista statunitense (Covington, n. 1940 - New York, † 1992)

## Scacchisti(2)
- Michael Adams, scacchista britannico (Truro, n. 1971)
- Weaver W. Adams, scacchista statunitense (Dedham, n. 1901 - Cedar Grove, † 1963)

## Sciatrici alpine(1)
- Kristen Adams, ex sciatrice alpina italiana

## Scienziati(1)
- Elliot Adams, scienziato statunitense (n. 1888 - † 1971)

## Scrittori(6)
- Andy Adams, scrittore statunitense (Indiana, n. 1859 - Colorado Springs, † 1935)
- Douglas Adams, scrittore, sceneggiatore e umorista britannico (Cambridge, n. 1952 - Santa Barbara, † 2001)
- Henry Brooks Adams, scrittore e storico statunitense (Boston, n. 1838 - Washington, † 1918)
- Herbert Adams, scrittore inglese (Londra, n. 1874 - Londra, † 1958)
- Richard Adams, scrittore e glottoteta britannico (Newbury, n. 1920 - Whitchurch, † 2016)
- Samuel Hopkins Adams, scrittore statunitense (Dunkirk, n. 1871 - Beaufort, † 1958)

## Scrittrici(1)
- Johnna Adams, scrittrice statunitense (Astoria)

## Scultori(1)
- Robert Adams, scultore e designer britannico (Far Cotton, n. 1917 - Great Maplestead, † 1984)

## Skater(1)
- Jay Adams, skater statunitense (Venice, n. 1961 - Puerto Escondido, † 2014)

## Storici(1)
- Charles Kendall Adams, storico statunitense (Derby, n. 1835 - Redlands, † 1902)

## Tenniste(1)
- Katrina Adams, ex tennista statunitense (Chicago, n. 1968)

## Tennisti(2)
- Chuck Adams, ex tennista statunitense (Pacific Palisades, n. 1971)
- David Adams, ex tennista sudafricano (Città del Capo, n. 1970)

## Triplisti(1)
- Ljukman Adams, triplista russo (Leningrado, n. 1988)

## Velocisti(2)
- Antoine Adams, velocista nevisiano (Basseterre, n. 1988)
- Luxolo Adams, velocista sudafricano (Burgersdorp, n. 1996)

## Wrestler(4)
- Brian Adams, wrestler statunitense (Kona, n. 1964 - Tampa, † 2007)
- Chris Adams, wrestler e judoka britannico (Rugby, n. 1955 - Waxahachie, † 2001)
- Buddy Murphy, wrestler australiano (Melbourne, n. 1988)
- Brooke Tessmacher, wrestler e modella statunitense (Saint Louis, n. 1984)